# Omyndig
Omyndig är den som enligt lag inte själv får råda över sin egendom eller ingå avtal med annan part. Omyndig är den som inte fyllt 18 år. Fram till 1989 kunde personer med psykisk sjukdom eller försvagad hälsa förklaras omyndiga. I äldre tider var även kvinnor omyndiga.
Omyndig är den som i lagtexter kallas underårig eller minderårig, det vill säga en person under 18 år. En person under 15 år är dessutom icke straffbar (kallas även straffmyndig) och kan inte dömas för brott.
Omyndigförklaring av myndiga personer avskaffades i Sverige den 1 januari 1989 och ersattes med förvaltarskap eller godmanskap enligt 11 kap föräldrabalken. Om någon på grund av sjukdom, psykisk störning, försvagat hälsotillstånd eller liknande förhållande behöver hjälp med att bevaka sin rätt, förvalta sin egendom eller sörja för sin person, skall rätten, om det behövs, besluta att anordna godmanskap eller förvaltarskap för honom eller henne. Förvaltarskap får dock inte anordnas, om det är tillräckligt att godmanskap anordnas eller att den enskilde på något annat, mindre ingripande sätt får hjälp. Ett beslut om godmanskap får inte meddelas utan samtycke av den för vilken godmanskap skall anordnas, om inte den enskildes tillstånd hindrar att hans eller hennes mening inhämtas.
I äldre tider var ogifta och gifta kvinnor omyndiga och stod under faderns respektive den äkta mannens "målsmanskap". Änkor var däremot myndiga, medan ogifta kvinnor kunde ansöka om att bli myndiga, en process som underlättades betydligt 1858. År 1863 kom en lag som gjorde ogifta kvinnor myndiga vid 25 års ålder, gifta kvinnor förblev dock omyndiga fram till 1920 då en ny lag kom som gav dem egen myndighet.